# Johannes Oeldemann
Johannes Oeldemann (* 29. Juli 1964 in Dorsten) ist ein deutscher römisch-katholischer Theologe und Direktor am Johann-Adam-Möhler-Institut für Ökumenik in Paderborn.

## Leben
Nach dem Besuch der Grundschule und des Städtischen Gymnasiums in Haltern am See absolvierte Johannes Oeldemann seinen Zivildienst bei der Sozialstation des Caritasverbandes Haltern am See. Ab 1985 studierte er Katholische Theologie und später auch Slawistik an der Westfälischen Wilhelms-Universität Münster und an der Eberhard Karls Universität Tübingen. 1993 schloss Oeldemann ein Promotionsstudium im Fach Katholische Theologie in Münster ab und wurde auf Grundlage seiner Dissertation zum Thema Die Apostolizität der Kirche im ökumenischen Dialog mit der Orthodoxie im Juni 1999 zum Doktor der Theologie promoviert.
Zwischen 1991 und 1998 war Johannes Oeldemann zunächst wissenschaftliche Hilfskraft und später wissenschaftlicher Mitarbeiter am Ökumenischen Institut der Katholisch-Theologischen Fakultät in Münster sowie zwischenzeitlich Mitarbeiter im pastoralen Dienst der Diözese Münster. Von 1998 bis 2001 war er Referent bei Renovabis, der Solidaritätsaktion der deutschen Katholiken mit den Menschen in Mittel- und Osteuropa, in Freising. 
Seit 2001 ist er Direktor am Johann-Adam-Möhler-Institut für Ökumenik. Zudem ist Oeldemann seit 2002 Lehrbeauftragter für Ökumene und Konfessionskunde an der Katholischen Hochschule Nordrhein-Westfalen in der Abteilung Paderborn sowie Schriftleiter der Zeitschrift „Catholica“ – Vierteljahresschrift für ökumenische Theologie.
Seit Mai 2022 ist Johannes Oeldemann Präsident der Societas Oecumenica, der Europäischen Gesellschaft für ökumenische Forschung. 2023 wurde er zudem zum katholischen Delegierten in der Kommission für Glauben und Kirchenverfassung des Ökumenischen Rates der Kirchen für die Amtsperiode bis 2030 berufen.

## Mitarbeit in Gremien und Kommissionen
- Mitglied der Kommission für Glauben und Kirchenverfassung des Ökumenischen Rates der Kirchen[1]
- Präsident der Societas Oecumenica – Europäische Gesellschaft für ökumenische Forschung[2]
- Berater der Ökumenekommission der Deutschen Bischofskonferenz
- Leiter des Stipendienprogramms[3] der Deutschen Bischofskonferenz für orthodoxe und orientalisch-orthodoxe Theologen
- Mitglied der Gemeinsamen Kommission der Deutschen Bischofskonferenz und der Orthodoxen Bischofskonferenz in Deutschland
- Mitglied der Arbeitsgruppe „Kirchen des Ostens“ der Deutschen Bischofskonferenz
- Koordinator der Konferenz der Diözesanverantwortlichen für Ökumene der katholischen (Erz-)Diözesen in Deutschland
- Ko-Sekretär des Internationalen orthodox-katholischen Arbeitskreises St. Irenäus
- Konsultor der Stiftung „Pro Oriente“, Wien
- Mitglied der Gesellschaft zum Studium des Christlichen Ostens[4]

## Schriften
- Die Apostolizität der Kirche im ökumenischen Dialog mit der Orthodoxie. Der Beitrag russischer orthodoxer Theologen zum ökumenischen Gespräch über die apostolische Tradition und die Sukzession in der Kirche. Paderborn 2000 (= Konfessionskundliche und kontroverstheologische Studien, Bd. 71).
- Orthodoxe Kirchen im ökumenischen Dialog. Positionen, Probleme, Perspektiven. Paderborn 2004 (=Thema Ökumene, Bd. 3).
- Die Kirchen des christlichen Ostens. Orthodoxe, orientalische und mit Rom unierte Ostkirchen. Regensburg 2006, 2. Auflage 2008, 3. Auflage 2011 (= Topos plus, Bd. 577), 4. erweiterte und aktualisierte Auflage 2016 (= Topos premium).
- Einheit der Christen – Wunsch oder Wirklichkeit? Kleine Einführung in die Ökumene. Regensburg 2009.
- Ökumene nach 2017 ... auf dem Weg zur Einheit? Paderborn / Leipzig 2018 (= Blickpunkt Ökumene, Bd. 1).
- als Herausgeber: Konfessionskunde. Paderborn / Leipzig 2015 (= Handbuch der Ökumene und Konfessionskunde, Bd. 1).
- als Mit-Herausgeber: Dokumente wachsender Übereinstimmung. Sämtliche Berichte und Konsenstexte interkonfessioneller Gespräche auf Weltebene, Bd. 4: 2001–2010 und Bd. 5: 2011–2019, Paderborn / Leipzig 2012 und 2021.